# علاج إنقاذي
العلاج الإنقاذي (بالإنجليزية: Salvage therapy أو rescue therapy)‏ هو نوع من العلاجات حيث يعطى لعلاج مرض لم يستجب لعلاج نموذجي. من أكثر الأمراض التي تحتاج علاج إنقاذي هي أنواع مختلفة من الأورام والإيدز. إن مصطلح «علاج إنقاذي» غير معرف بشكل واضح لكنه يعني المحاولة الثانية وكذلك المحاولة الأخيرة. عادة ما يتصف الدواء أو مجموعة الأدوية المستعملة في العلاج الإنقاذي آثارا جانبية أكثر من الخط القياسي للعلاج، لكنه عادة ما يوصف بأنه دواء الملاذ الأخير.

## أمثلة علاج الاستعمالات
مضادات الفيروسات القهقرية التي تستعمل في تقليل تكاثر فيروس العوز المناعي البشري، وبالتالي تزداد الفرصة بالحياة وجودتها. إذا بدأ الحمل الفيروسي بالصعود بدلا من البقاء منخفضا جدا، فيعني أن الفيروس قد أصبحت لديه مقاومة تجاه مضادات الفيروسات القهقرية. وفي حالة حدوث طفرات أكثر وأكثر، فسيكون من الأصعب على مضادات الفيروسات القهقرية تثبيط تكاثر الفيروس وجعل الحمل الفيروسي منخفضا. يستعمل العلاج الإنقاذي لاحتوائه، رغم عدم وجود اختيارات شائعة. يستعمل العلاج الإنقاذي في الإيدز عندما يفشل نظام علاجي واحد على الأقل يحتوي على مثبط بروتياز.

### الأورام
العلاج الكيمياوي الإنقاذي هو علاج يستعمل للسرطان بعد علاج آخر لم تظهر الاستجابة له.